# 扭扭樂

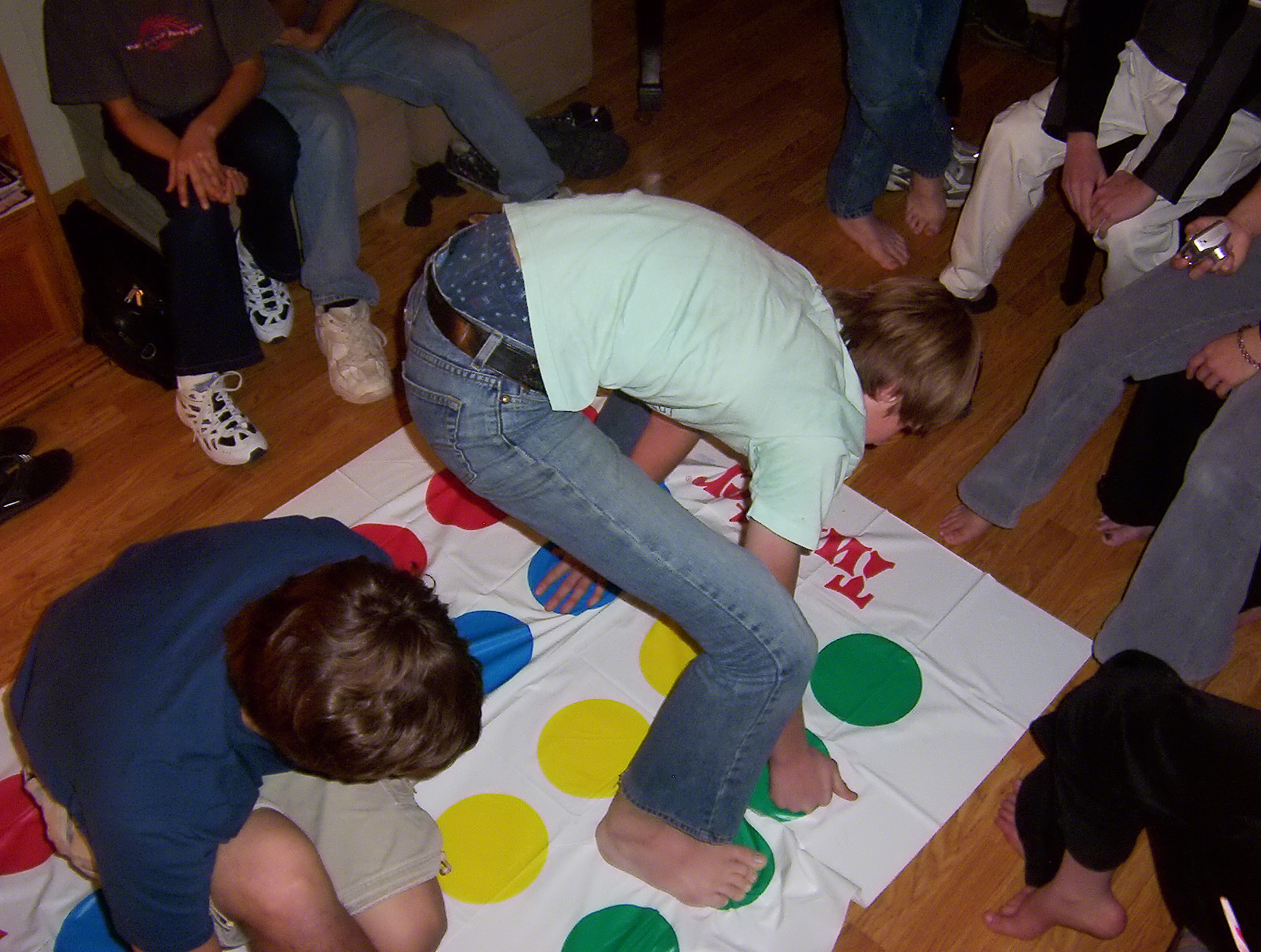
正在玩扭扭樂的玩家。

《扭扭樂》（英語：Twister）是一款需要運用肢體的團體遊戲，由米爾頓·布拉德利公司和勝著共同推出。遊戲的場地是一塊印有六排彩色圓點圖案的墊子，圓點有四種不同的顏色，分別是紅色、黃色、綠色和藍色；另外附有一個輪盤，輪盤上有四個區塊，分別是左腳、右腳、左手和右手，四個區塊內又各有不同顏色，一共分為十六塊。遊戲的流程是透過轉動指針，讓參與的玩家將自己相應的四肢移動到墊子上正確的圓點。例如第一名玩家在旋轉指針後，指針停在「右手紅」，則該玩家就必須將自己的右手移動至墊子上的一個紅色圓點。當有多個玩家參與遊戲時，一個圓點不能同時容納兩個玩家的手腳，由於圓點數量有限，玩家通常必須讓自己的身體呈現出某些搖搖欲墜的姿勢才得以完成指令，當某位玩家跌倒時就會出局，而且手肘或者膝盖碰到游戏垫会被淘汰，最後留下的玩家就是勝利者。

## 歷史
1964年，一家設計公司經營者的萊恩·蓋耶爾（Reyn Guyer Sr.）在為他的客戶美國莊臣設計活動時，他的兒子萊恩二世提出一款可以讓人在真人大小的遊戲版上遊玩的遊戲的構想，並設計了這款遊戲最初的版本《Kings Footsie》，他們向3M公司介紹了這款遊戲，但被對方拒絕了。明尼蘇達州的玩具設計師查勒斯·F·佛洛伊在得知這款遊戲後十分有興趣，蓋耶爾的公司便雇用了佛洛伊，讓他繼續開發這款遊戲。佛洛伊的想法是將之設計成派對遊戲，而參與者在一塊彩色的墊子上互動，這款遊戲最初的商標名為《Pretzel》，在1966年的展示秀後重新命名為《扭扭樂》。在1966年5月3日的《今夜秀》上，主持人約翰尼·卡森和女演員伊娃·加博爾在節目上玩這個遊戲，讓遊戲一炮而紅。